# Karang Nangka
Karang Nangka is een bestuurslaag in het regentschap Purbalingga van de provincie Midden-Java, Indonesië. Karang Nangka telt 3155 inwoners (volkstelling 2010).